# Something So Right
Something so right è il quarto singolo estratto da Medusa, secondo album da solista di Annie Lennox.
La traccia è una cover del cantautore inglese Paul Simon che incise la traccia per la prima volta nel 1973 nel suo album There Goes Rhymin' Simon. In occasione dell'uscita della seconda edizione di Medusa, viene inserita nella tracklist del CD live una versione di questa traccia cantata da Annie Lennox e dallo stesso Paul Simon.
La traccia ha raggiunto il numero 44 posto della classifica dei singoli in Inghilterra.

## Videoclip
Il videoclip che accompagna la canzone vede Annie Lennox vestita da dama dell'Ottocento che danza in una stanza.

## Tracce

### CD singolo maxi
1. Something So Right – 3:50
2. Waiting in Vain (Live for Radio 1) – 3:39
3. Something So Right" (Live for Radio 1) – 3:40
4. Money Can't Buy It (Live in New York) – 4:49

### CD singolo
1. Something So Right – 3:50
2. Sweet Dreams (Are Made of This) (Live in New York) – 3:28

## Charts
| Chart (1995)           | Peak position |
| ---------------------- | ------------- |
| Official Singles Chart | 44            |